# Félix Antonio Benegas
Félix Antonio Benegas (Paraguarí, 1º maggio 1930) è un ex calciatore paraguaiano, di ruolo attaccante.

## Carriera
Giocò in Serie A con la Triestina. Venne ingaggiato, dopo un paio di allenamenti di prova, nel dicembre del 1950, quando la squadra si trovava in difficile situazione di classifica.